# Bulbophyllum ballii
Bulbophyllum ballii är en orkidéart som beskrevs av Phillip James Cribb. Bulbophyllum ballii ingår i släktet Bulbophyllum och familjen orkidéer. Inga underarter finns listade i Catalogue of Life.